# قلعة غوغد
قلعة غوغد (بالفارسية: قلعه گوگد) هي قلعة تاريخية تعود إلى عصر الدولة الزندية والقاجاريون، وتقع في غوغد.